# Tour da África do Sul
O Tour da África do Sul ou Tour of South Africa é uma corrida de ciclismo masculino profissional em estrada por etapas que se disputa em África do Sul anualmente em fevereiro.
Foi criado em 2011 e tem sido incluído na categoria 2.2 —terceira categoria de concorrências por etapas em estrada— da UCI Africa Tour.
A primeira edição teve sete etapas. Os organizadores aspiram a que a concorrência seja de nove etapas e, que em prazo menor a cinco anos, seja a primeira prova africana catalogada na categoria 2.hc.

## Palmarés
| Ano  | Vencedor       | Segundo      | Terceiro    |
| ---- | -------------- | ------------ | ----------- |
| 2011 | Kristian House | Johann Rabie | Daryl Impey |

## Palmarés por países
| País        | Vitórias |
| ----------- | -------- |
| Reino Unido | 1        |